# Фонтана (Каліфорнія)
Фонтана (англ. Fontana) — місто (англ. city) в США, в окрузі Сан-Бернардіно штату Каліфорнія. Місто розташоване на півдні округу і є другим за розміром у ньому. Населення — 208 393 особи (2020).

## Історія
Фонтана було засноване в 1913 році, але довгий час залишалося сільським поселенням, що живуть за рахунок ферм і вирощування свійських тварин. Поштовх у розвитку міста стався, коли через нього, в 1926 році, пройшла відома Route 66. Життя в місті радикально змінилася під час Другої світової війни, коли Генрі Джон Кайзер заснував тут одне зі своїх підприємств. 

В 1990 році місто населяли 87 444 особи, а в 2010 вже 196 069.

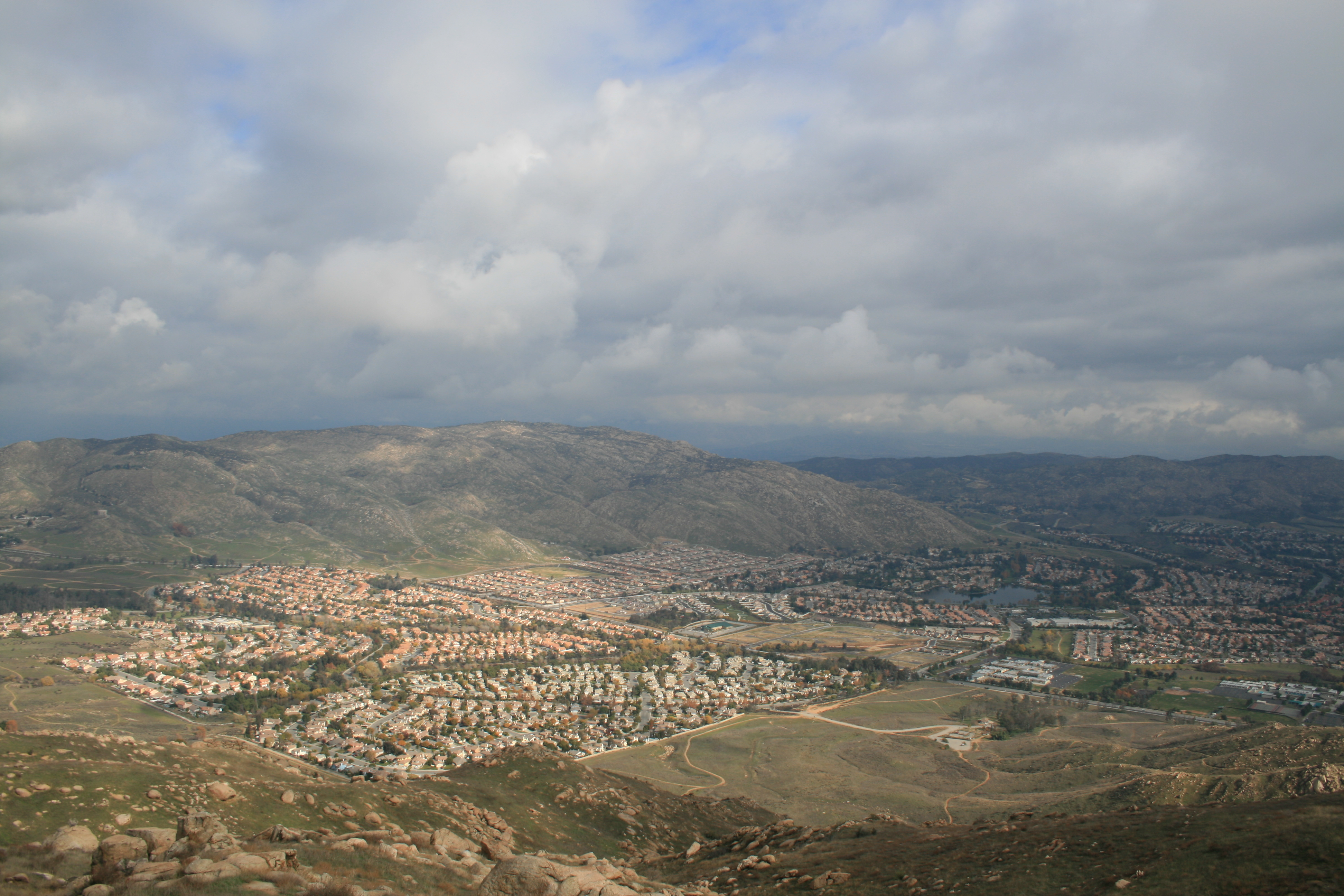
Вид на місто

## Географія
Фонтана розташована за координатами 34°6′32″ пн. ш. 117°27′46″ зх. д. / 34.10889° пн. ш. 117.46278° зх. д. (34.108793, -117.462685).  За даними Бюро перепису населення США в 2010 році місто мало площу 109,90 км², уся площа — суходіл.

### Клімат
| Клімат : Фонтана        | Клімат : Фонтана | Клімат : Фонтана | Клімат : Фонтана | Клімат : Фонтана | Клімат : Фонтана | Клімат : Фонтана | Клімат : Фонтана | Клімат : Фонтана | Клімат : Фонтана | Клімат : Фонтана | Клімат : Фонтана | Клімат : Фонтана | Клімат : Фонтана |
| Показник                | Січ.             | Лют.             | Бер.             | Квіт.            | Трав.            | Черв.            | Лип.             | Серп.            | Вер.             | Жовт.            | Лист.            | Груд.            | Рік              |
| Абсолютний максимум, °C | 33,9             | 33,3             | 36,1             | 38,9             | 44,4             | 43,9             | 45,6             | 43,9             | 47,2             | 42,2             | 35,6             | 33,9             | 47,2             |
| Середній максимум, °C   | 20,6             | 21,1             | 21,7             | 25,0             | 27,2             | 31,7             | 35,0             | 35,6             | 33,3             | 28,3             | 23,3             | 21,1             | 27,2             |
| Середній мінімум, °C    | 7,8              | 8,3              | 8,9              | 10,0             | 11,7             | 14,4             | 17,2             | 17,8             | 17,2             | 13,9             | 10,0             | 7,8              | 12,1             |
| Абсолютний мінімум, °C  | −5,6             | −2,2             | −1,1             | −1,1             | 1,7              | 5,6              | 8,9              | 8,9              | 6,7              | 0,6              | −2,2             | −5               | −5,6             |
| Норма опадів, мм        | 89               | 87               | 89               | 16               | 5                | 0                | 0                | 3                | 7                | 7                | 32               | 41               | 375              |
| ----------------------- | ---------------- | ---------------- | ---------------- | ---------------- | ---------------- | ---------------- | ---------------- | ---------------- | ---------------- | ---------------- | ---------------- | ---------------- | ---------------- |
| Джерело: weather.com    |                  |                  |                  |                  |                  |                  |                  |                  |                  |                  |                  |                  |                  |

## Демографія
Згідно з переписом 2010 року, у місті мешкало 196 069 осіб у 49 116 домогосподарствах у складі 42 444 родин. Густота населення становила 1784 особи/км².  Було 51857 помешкань (472/км²).
Расовий склад населення:
| - 47,4 % — білих - 10,0 % — чорних або афроамериканців - 6,6 % — азіатів - 1,0 % — корінних американців - 0,3 % — вихідців з тихоокеанських островів - 29,8 % — осіб інших рас |

До двох чи більше рас належало 4,9 %. Частка іспаномовних становила 66,8 % від усіх жителів.
За віковим діапазоном населення розподілялося таким чином: 32,9 % — особи молодші 18 років, 61,4 % — особи у віці 18—64 років, 5,7 % — особи у віці 65 років та старші. Медіана віку мешканця становила 28,7 року. На 100 осіб жіночої статі у місті припадало 98,7 чоловіків;  на 100 жінок у віці від 18 років та старших — 95,7 чоловіків також старших 18 років.
Середній дохід на одне домашнє господарство  становив 75 315 доларів США (медіана — 64 824), а середній дохід на одну сім'ю — 76 709 доларів (медіана — 67 065). Медіана доходів становила 42 124 долари для чоловіків та 37 059 доларів для жінок. За межею бідності перебувало 16,1 % осіб, у тому числі 22,0 % дітей у віці до 18 років та 11,2 % осіб у віці 65 років та старших.
Цивільне працевлаштоване населення становило 85 622 особи. Основні галузі зайнятості: освіта, охорона здоров'я та соціальна допомога — 18,7 %, роздрібна торгівля — 13,6 %, виробництво — 12,0 %.

## Економіка
Головним роботодавцем в місті є Kaiser Permanente, на підприємстві якого працюють 5300 осіб. Також в місті працюють кілька дрібних підприємств з виробництва будівельних матеріалів.